# Seychellen op de Olympische Zomerspelen 1996
De Seychellen namen deel aan de Olympische Zomerspelen 1996 in Atlanta, Verenigde Staten. 

## Deelnemers en resultaten per onderdeel

### Atletiek
| Olympiër     | Discipline             | Resultaat | Prestatie                              |
| ------------ | ---------------------- | --------- | -------------------------------------- |
| Paul Nioze   | hink-stap-springen (m) | 39e       | kwalificatie groep B: 21ste met 15,63m |
|              |                        |           |                                        |
| Beryl Laramé | verspringen (v)        | 37e       | kwalificatie groep A: 21ste met 3,88m  |

### Boksen
| Olympiër       | Discipline  | Resultaat | Prestatie |
| -------------- | ----------- | --------- | --- |
| Gerry Legras   | -63,5kg (m) | 9e        | 1ste ronde: W van COL Esalas: 26-12 2de ronde: V van IRI Moghimi: 7-16                                                               |
| Rival Cadeau   | -71kg (m)   | 5e        | 1ste ronde: W van BRA Silva: 22-7 2de ronde: W van GHA Aryee: 18-6 kwartfinale: V van UZB Tulyaganov: scheidsrechterlijke beslissing |
| Roland Raforme | -81kg (m)   | 17e       | 1ste ronde: V van CAN Ross: knock-out                                                                                                |

### Gewichtheffen
| Olympiër      | Discipline | Resultaat | Prestatie                                                    |
| ------------- | ---------- | --------- | ------------------------------------------------------------ |
| Steven Baccus | -83kg (m)  | 18e       | trekken: 18de met 115kg stoten: 18de met 145kg totaal: 260kg |

### Zeilen
| Olympiër       | Discipline  | Resultaat | Prestatie                                   |
| -------------- | ----------- | --------- | ------------------------------------------- |
| Jonathan Barbe | mistral (m) | 44e       | 278 punten: (43-42-41-36-40-41-36-42-44)    |
|                |             |           |                                             |
| Allan Julie    | laser       | 38e       | 305 punten: (36-27-57-38-44-47-42-34-35-27) |

### Zwemmen
| Olympiër      | Discipline          | Resultaat | Prestatie             |
| ------------- | ------------------- | --------- | --------------------- |
| Kenny Roberts | 100m vrije slag (m) | 52e       | serie 1: 2de in 52,89 |

Afghanistan · Albanië · Algerije · Amerikaanse Maagdeneilanden · Amerikaans-Samoa · Andorra · Angola · Antigua‑Barbuda · Argentinië · Armenië · Aruba · Australië · Azerbeidzjan · Bahama's · Bahrein · Bangladesh · Barbados · België · Belize · Benin · Bermuda · Bhutan · Bolivia · Bosnië en Herzegovina · Botswana · Brazilië · Britse Maagdeneilanden · Brunei · Bulgarije · Burkina Faso · Burundi · Cambodja · Canada · Centraal-Afrikaanse Republiek · Chili · China · Chinees Taipei · Colombia · Comoren · Congo-Brazzaville · Cookeilanden · Costa Rica · Cuba · Cyprus · Denemarken · Djibouti · Dominica · Dominicaanse Republiek · Duitsland · Ecuador · Egypte · El Salvador · Equatoriaal-Guinea · Estland · Ethiopië · Fiji · Filipijnen · Finland · Frankrijk · Gabon · Gambia · Georgië · Ghana · Grenada · Griekenland · Groot-Brittannië · Guam · Guatemala · Guinee · Guinee-Bissau · Guyana · Haïti · Honduras · Hongarije · Hongkong · Ierland · IJsland · India · Indonesië · Irak · Iran · Israël · Italië · Ivoorkust · Jamaica · Japan · Jemen · Joegoslavië · Jordanië · Kaaimaneilanden · Kaapverdië · Kameroen · Kazachstan · Kenia · Kirgizië · Koeweit · Kroatië · Laos · Lesotho · Letland · Libanon · Liberia · Libië · Liechtenstein · Litouwen · Luxemburg ·  Macedonië · Madagaskar · Malawi · Malediven · Maleisië · Mali · Malta · Marokko · Mauritanië · Mauritius · Mexico · Moldavië · Monaco · Mongolië · Mozambique · Myanmar · Namibië · Nauru · Nederland · Nederlandse Antillen · Nepal · Nicaragua · Nieuw-Zeeland · Niger · Nigeria · Noord-Korea · Noorwegen · Oeganda · Oekraïne · Oezbekistan · Oman · Oostenrijk · Pakistan · Palestina · Panama · Papoea-Nieuw-Guinea · Paraguay · Peru · Polen · Portugal · Puerto Rico · Qatar · Roemenië · Rusland · Rwanda · Saint Kitts en Nevis · Saint Lucia · Saint Vincent en Grenadines · Salomonseilanden · Samoa · San Marino · Sao Tomé en Principe · Saoedi-Arabië · Senegal · Seychellen · Sierra Leone · Singapore · Slovenië · Slowakije · Soedan · Somalië · Spanje · Sri Lanka · Suriname · Swaziland · Syrië · Tadzjikistan · Tanzania · Thailand · Togo · Tonga · Trinidad en Tobago · Tsjaad · Tsjechië · Tunesië · Turkije · Turkmenistan · Uruguay · Vanuatu · Venezuela · Verenigde Arabische Emiraten · Verenigde Staten · Vietnam · Wit-Rusland · Zaïre · Zambia · Zimbabwe · Zuid-Afrika · Zuid-Korea · Zweden · Zwitserland